# Kocean
Kocean (în bulgară Кочан) este un sat în Obștina Satovcea, Regiunea Blagoevgrad, Bulgaria.

## Demografie
Componența etnică a satului Kocean
     Romi (1,68%)
     Bulgari (53,15%)
     Nicio identificare (43,02%)
     Altele (2,71%)
La recensământul din 2011, populația satului Kocean era de 2.615 locuitori. Din punct de vedere etnic, majoritatea locuitorilor (53,15%) erau bulgari, cu o minoritate de romi (1,68%). Pentru 43,02% din locuitori nu este cunoscută apartenența etnică.